# Carmela Nieto
Carmela Nieto Font (La Habana, 6 de marzo de 1875-Ibidem, 23 de abril de 1963) fue una periodista pionera cubana y escritora cuyos libros incluyeron Las Aventuras de Buchón y Bajo mis ojos latinos. También fue una reconocida filántropa y feminista.

## Biografía
Hija única de Mariano Nieto Mújica y Carmen Victoria Font y Madariaga. Recibió la mayor parte de su educación en el extranjero; primero en Estados Unidos y luego en Madrid donde su padre, ostentaba el grado de General de Brigada en el Ejército español. Allí realizó su licenciatura, obteniendo también diversos premios de distinción. En 1900, se casó con el financiero estadounidense John Stewart Durland, con quien tuvo cinco hijos: Rosa Teresa, John, Addison, Mariano y Archibald. Después de un divorcio de mutuo acuerdo, se casó con Antonio Herrera en 1913, con quien tuvo a Antonio y Carmen Herrera.

## Trayectoria
Comenzó a escribir en la revista El Fígaro de La Habana en 1904. Un par de años después, en 1906 fue elegida integrante de la Junta de Caridad y Corrección; asimismo recibió el cargo de primer oficial de la División de Bibliotecas y Prensa del Boletín de la Secretaría de Salubridad de Cuba. Para 1907 tuvo la distinción de ser la primera mujer integrante de la Junta de Salud de La Habana.
En 1908 dirigió el periódico El Mundo; escribió en el mismo periódico la página Lecturas del Hogar, una sección dedicada a cuestiones morales y generales en la que trataba cuestiones de fe, afecto y buen consejo, adicionalmente este suplemento literario semanal frecuentemente incluía trabajos de carácter literario. Se le considera la primera mujer que cultiva con una sección femenina en la prensa cotidiana de Cuba.
Escribió artículos para la Revista Universal, entre 1918 y 1920, y en 1919 fue integrante de la Sección de Instrucción Pública de Cuba, lo que le permitió asesorar a diversos estudiantes a través de sus escritos.

## Obras
Sus escritos fueron tan variados que van desde literatura para la infancia hasta literatura política, algunas de sus obras conocidas son:
- Para la historia de Cuba, 1899.
- Home Rule in Cuba Once More, 1909.
- Un grito de dolor y tres días de plegaria al milagroso San Lázaro, 1923.
- Bajo mis ojos latinos, 1926.
- Como se va el amor, 1926.
- Las Aventuras de Buchón, 1926.
- Unas memorias sobre la sociedad habanera, 1926.[8][9]

## Activismo
Durante 1919 fue asociada de la Cruz Roja cubana. Realizó donaciones para la construcción de El Hospital del Rincón, atendió personalmente a los enfermos de lepra, entre otras colaboraciones, se le conoció como la gran benefactora de la causa de los leprosos o bien, "La Gran Dama del Rincón". Fue activista del movimiento feminista mundial, y se afilió a las organizaciones norteamericanas más representativas de los derechos de la mujer.

## Distinciones
- La Cruz de Carlos Manuel de Céspedes por su carrera periodística.
- Medalla de Oro de la República por el Ayuntamiento de La Habana.